# Coma (Egitto)
Coma (in greco antico: Κομά?, Komá, oggi Qumans) era, nella tarda antichità, un villaggio situato vicino ad Eracleopoli, nel Basso Egitto. È famoso come luogo di nascita di sant'Antonio abate, la cui agiografia tramanda che all'inizio del III secolo d.C. la sua famiglia era benestante e possedeva molte proprietà nella zona.